# Яне Казански
Яне Лисичин Казански или Казановлия е български революционер, деец на Вътрешната македоно-одринска революционна организация.

## Биография
Яне Казански е роден в кукушкото село Казаново, тогава в Османската империя, днес в Гърция. Присъединява се към ВМОРО.
Умира преди 1918 година.